# Gerald David Nash
Gerald David Nash (geboren als Gerhard Nachschön 16. Juli 1928 in Berlin; gestorben 11. November 2000 in Albuquerque) war ein US-amerikanischer Historiker.

## Leben
Gerhard Nachschön war ein Sohn des Alfred Nachschön und der Alice Kantorowicz und wuchs in großbürgerlichen Verhältnissen auf. Die Familie floh 1937 nach Palästina und ging von dort fünf Monate später in die USA. Nash erhielt 1944 die amerikanische Staatsbürgerschaft. Er war seit 1967 mit Marie L. Norris verheiratet, sie hatten eine Tochter.
Nash besuchte die Stuyvesant High School und studierte an der New York University (B.A. 1950), an der Columbia University (M.A. 1952) und wurde 1957 an der University of California, Berkeley bei John Donald Hicks mit einer Dissertation zur Wirtschaftsgeschichte Kaliforniens zum Doctor of Philosophy promoviert. Nash wurde 1957 Instructor an der Stanford University und war ab 1961 Assistant Professor für Geschichte an der University of New Mexico in Albuquerque, ab 1985 als Distinguished Professor. Ab 1974 war er Herausgeber der Zeitschrift Historian. Nash befasste sich insbesondere mit der Geschichte des US-amerikanischen Westens, er war Mitglied der Western History Association und führte 1990 ihre Jahrestagung durch.

## Schriften (Auswahl)
- The Crucial Era: The Great Depression and World War II 1929–1945.
- A Brief History of the American West Since 1945.
- The Great Transition. A short history of Twentieth-Century America.
- Creating the West: Historical Interpretations, 1890–1990.
- The American West in the Twentieth Century: A Short History of an Urban Oasis.
- United States Oil Policy, 1890–1964: Business and Government in Twentieth Century America.
- State government and economic development : a history of administrative policies in California, 1849–1933.
- The Great Depression and World War II: Organizing America, 1933–1945. New York, NY : St. Martin’s Pr., 1979
- (Hrsg.): The twentieth century west : historical interpretations. Albuquerque : Univ. of New Mexico Pr., 1989
- The American West transformed : the impact of the Second World War. Lincoln: Univ. of Nebraska Press, 1990
- A.P. Giannini and the Bank of America. Norman, OK: University of Oklahoma Press, 1992
- The American West in the Twentieth Century – A Short History of an Urban Oasis.
- World War II and the West: Reshaping the Economy. Lincoln : Univ. of Nebraska Press, 1990
- The Federal Landscape: An Economic History of the Twentieth-Century West. Tucson, Ariz.: Univ. of Arizona Press, 1999